# Nemanja Zelenović
Nemanja Zelenović (serbisch-kyrillisch Немања Зеленовић; * 27. Februar 1990 in Knin, SR Kroatien, SFR Jugoslawien) ist ein serbischer Handballspieler.
Der 1,94 m große und 95 kg schwere Linkshänder wird zumeist auf Rückraum rechts eingesetzt.

## Karriere
Zelenović begann seine Karriere 2007 beim serbischen Verein RK Roter Stern Belgrad. Mit Belgrad wurde er 2008 Meister und erreichte die 3. Runde im EHF-Pokal 2009/10 und 2010/11. Ab 2011 lief er für den slowenischen Rekordmeister Celje Pivovarna Laško auf, mit dem er 2014 die Meisterschaft sowie 2012, 2013 und 2014 den Pokal gewann. Mit Celje erreichte er das Halbfinale im Europapokal der Pokalsieger 2011/12 sowie das Achtelfinale in der EHF Champions League 2012/13 und 2013/14. Zur Saison 2014/15 unterschrieb er einen Zweijahresvertrag beim polnischen Vizemeister Wisła Płock. Im November 2015 wechselte Zelenović zum deutschen Bundesligisten SC Magdeburg. Mit dem SCM gewann er 2016 den DHB-Pokal. Im Sommer 2018 schloss er sich Frisch Auf Göppingen an. Zur Saison 2022/23 wechselte er zum Aufsteiger VfL Gummersbach. Vor Beginn der Saison 2023/24 wechselte Zelenović zur HSG Wetzlar.
Mit der Serbischen Nationalmannschaft nahm er an den Weltmeisterschaften 2013 (10. Platz) und 2019 (18. Platz) sowie den Europameisterschaften 2014 (13. Platz), 2016 (15. Platz), 2018 (12. Platz) und 2020 (20. Platz) teil. Bisher bestritt er 92 Länderspiele, in denen er 264 Tore erzielte.